# Даніель Тежер
Даніель Тежер (також Даніель Тожер, угор. Tőzsér Dániel, нар. 12 травня 1985, Сольнок) — угорський футболіст, півзахисник клубу «Дебрецен» і національної збірної Угорщини.
Володар Кубка Бельгії. Чемпіон Бельгії. Володар Суперкубка Бельгії. 

## Клубна кар'єра
Вихованець футбольної академії  «Дебрецена». У дорослому футболі дебютував у сезоні 2002/03, взявши участь в одній грі національної першості у складі основної команди «Дебрецена». Наступний сезон провів у Туреччині, граючи за молодіжну команду «Галатасарая», після чого повернувся на батьківщину, уклавши контракт із «Ференцварошем». У цій команді, попри молодий вік, став регулярно виходити на поле в основному складі.
Своєю грою за останню команду привернув увагу представників тренерського штабу грецького клубу АЕК, до складу якого приєднався 2006 року. Відіграв за афінський клуб наступні два сезони своєї ігрової кар'єри.
2008 року перейшов до бельгійського «Генка», у складі якого провів наступні чотири роки своєї кар'єри гравця.  Більшість часу, проведеного у складі «Генка», був основним гравцем команди. За цей час виборов титул володаря Кубка Бельгії, ставав чемпіоном країни.
Влітку 2012 контракт з бельгійським клубом закінчився, й угорець на правах вільного агента приєднався до італійського «Дженоа». У першому сезоні в Італії досить регулярно виходив на поле, проте згодом втратив довіру тренерського штабу і на початку 2014 року був орендований англійським друголіговим клубом «Вотфорд». На початку липня того ж року новим клубом Тежера стала італійська «Парма», з якої він відразу після укладання контракту був знову відданий в оренду до того ж «Вотфорда». Провів у цій команді ще один сезон, допомігши їй здобути підвищення у класі до Прем'єр-ліги.
Проте сам угорець залишився в англійському Чемпіоншипі, наприкінці серпня 2015 року уклавши дворічний контракт з клубом цієї ліги «Квінз Парк Рейнджерс».

## Виступи за збірні
Протягом 1999–2000 років залучався до складу молодіжної збірної Угорщини. На молодіжному рівні зіграв у 2 офіційних матчах.
2005 року дебютував в офіційних матчах у складі національної збірної Угорщини. Наразі провів у формі головної команди країни 31 матч, забивши 1 гол.
| Дата       | Місто         | Господарі         | Результат | Гості                | Турнір            | Голи | Примітки |
| ---------- | ------------- | ----------------- | --------- | -------------------- | ----------------- | ---- | -------- |
| 14-12-2005 | Фінікс        | Мексика           | 2 – 0     | Угорщина             | товариський матч  | -    | 66'      |
| 18-12-2005 | Маямі         | Антигуа і Барбуда | 0 – 3     | Угорщина             | товариський матч  | -    |          |
| 07-02-2007 | Лімасол       | Латвія            | 0 – 2     | Угорщина             | товариський матч  | -    | 90'      |
| 24-03-2007 | Подгориця     | Чорногорія        | 2 – 1     | Угорщина             | товариський матч  | -    |          |
| 28-03-2007 | Будапешт      | Угорщина          | 2 – 0     | Молдова              | Відбір до ЧЄ 2008 | -    |          |
| 02-06-2007 | Іракліон      | Греція            | 2 – 0     | Угорщина             | Відбір до ЧЄ 2008 | -    |          |
| 06-06-2007 | Осло          | Норвегія          | 4 – 0     | Угорщина             | Відбір до ЧЄ 2008 | -    |          |
| 22-08-2007 | Будапешт      | Угорщина          | 3 – 1     | Італія               | товариський матч  | -    | 59'      |
| 08-09-2007 | Секешфегервар | Угорщина          | 1 – 0     | Боснія і Герцеговина | Відбір до ЧЄ 2008 | -    |          |
| 13-10-2007 | Будапешт      | Угорщина          | 2 – 0     | Мальта               | Відбір до ЧЄ 2008 | 1    |          |
| 17-10-2007 | Лодзь         | Польща            | 0 – 1     | Угорщина             | товариський матч  | -    | 76'      |
| 17-11-2007 | Кишинів       | Молдова           | 3 – 0     | Угорщина             | Відбір до ЧЄ 2008 | -    | 38'      |
| 21-11-2007 | Будапешт      | Угорщина          | 1 – 2     | Греція               | Відбір до ЧЄ 2008 | -    | 86'      |
| 26-02-2008 | Лімасол       | Угорщина          | 1 – 1     | Словаччина           | товариський матч  | -    | 83'      |
| 26-03-2008 | Будапешт      | Угорщина          | 0 – 1     | Словенія             | товариський матч  | -    | 74'      |
| 14-11-2009 | Гент          | Бельгія           | 3 – 0     | Угорщина             | товариський матч  | -    | 64'      |
| 03-03-2010 | Дьйор         | Угорщина          | 1 – 1     | Росія                | товариський матч  | -    | 46'      |
| 29-05-2010 | Будапешт      | Угорщина          | 0 – 3     | Німеччина            | товариський матч  | -    | 46'      |
| 11-11-2011 | Будапешт      | Угорщина          | 5 – 0     | Ліхтенштейн          | товариський матч  | -    | 63'      |
| 15-11-2011 | Познань       | Польща            | 2 – 1     | Угорщина             | товариський матч  | -    | 45'      |
| 22-05-2014 | Дебрецен      | Угорщина          | 2 – 2     | Данія                | товариський матч  | -    |          |
| 07-09-2014 | Будапешт      | Угорщина          | 1 – 2     | Північна Ірландія    | Відбір до ЧЄ 2016 | -    |          |
| 11-10-2014 | Бухарест      | Румунія           | 1 – 1     | Угорщина             | Відбір до ЧЄ 2016 | -    | 77'      |
| 14-10-2014 | Торсхавн      | Фарерські острови | 0 – 1     | Угорщина             | Відбір до ЧЄ 2016 | -    | 73'      |
| 14-11-2014 | Будапешт      | Угорщина          | 1 – 0     | Фінляндія            | Відбір до ЧЄ 2016 | -    |          |
| 18-11-2014 | Будапешт      | Угорщина          | 1 – 2     | Росія                | товариський матч  | -    |          |
| 29-03-2015 | Будапешт      | Угорщина          | 0 – 0     | Греція               | Відбір до ЧЄ 2016 | -    |          |
| 05-06-2015 | Дебрецен      | Угорщина          | 4 – 0     | Литва                | товариський матч  | -    |          |
| 13-06-2015 | Гельсінкі     | Фінляндія         | 0 – 1     | Угорщина             | Відбір до ЧЄ 2016 | -    |          |
| 04-09-2015 | Будапешт      | Угорщина          | 0 – 0     | Румунія              | Відбір до ЧЄ 2016 | -    |          |
| 08-10-2015 | Будапешт      | Угорщина          | 2 – 1     | Фарерські острови    | Відбір до ЧЄ 2016 | -    | 46'      |
| Усього     |               | Матчів            | 31        |                      | Голів             | 1    |          |

## Титули і досягнення
- Володар Кубка Бельгії (1):

«Генк»:  2008–09
- Чемпіон Бельгії (1):

«Генк»:  2010–11
- Володар Суперкубка Бельгії (1):

«Генк»:  2011